# Believe (песня Димы Билана)
«Believe» (с англ. — «Поверь») — песня, с которой 24 мая 2008 года певец Дима Билан представил Россию на Международном конкурсе песни «Евровидение 2008» в Белграде (Сербия). Композиция заняла 1 место, набрав 272 балла в финале, а в первом полуфинале конкурса — 3 место с 135 баллами. Первый раз песня была исполнена публично 9 марта во время российского отборочного тура «Евровидения» на телеканале «Россия». По результатам голосования телезрителей, Дима Билан вошёл в число финалистов и получил право представлять страну в финальном туре конкурса «Евровидение 2008», который прошёл 24 мая в Белграде.

## История
9 марта композиция «Believe» была представлена на суд жюри и телезрителей в эфире канала «Россия». По результатам объединённого голосования жюри и телезрителей, которое проходило в прямом эфире, композиция «Believe» набрала 54 балла, заняв первое место. Таким образом, по результатам национального отборочного конкурса, Дима Билан получил право во второй раз представить Россию на Международном конкурсе песни «Евровидение».

## Сингл
Песня была выпущена в качестве третьего сингла с четвёртого студийного альбома Билана «Против правил», а 27 мая 2008 года она стала вторым синглом с альбома Believe. В сингл были включены песни «Believe» (2 версии: со скрипкой и оригинал), «Всё в твоих руках» (русская версия), «Как раньше», а также бонус — видеоклип на песню «Believe», фотосессия и биография Билана.
Для Германии и Бельгии были выпущены специальные синглы. Сингл для Бельгии также содержал песню «Secreto» (испанская версия), которая была записана в Майами с известным латиноамериканским продюсером Руди Пересом.

## Видеоклип
Видеоклип был представлен в марте 2008 года. По его сюжету Дима Билан, Евгений Плющенко, Эдвин Мартон и Яна Рудковская организовывают концерт. Деньги от концерта идут на оплату операции для мальчика, больного лейкемией, о котором Дима узнаёт по телевидению. Клип завершается встречей Билана с мальчиком, который делает первые шаги после операции.

## Версии сингла для разных стран

### Россия и СНГ

##### Believe (радиоверсия)
1. Believe (со скрипкой)
2. Believe (караоке, со скрипкой)
3. Believe — «Все в твоих руках» (русская версия)
4. Believe (русская версия, караоке)
5. Believe (видеоклип)
6. Как раньше 2.0
7. Как раньше 2.0 (караоке)
8. Фотосессия
9. Dima’s Biography (биография Димы Билана, на английском)

### Германия
1. Believe (версия для «Евровидения»)
2. Believe (радиоверсия)
3. Believe (русская версия)
4. Believe (видеоклип)

### Бельгия
1. Believe (радиоверсия) — 3:17
2. Believe (русская версия) — 3:17
3. Believe (Испанская версия) — 3:17
4. Believe (видеоклип) — 4:03

## Награды
| Год  | Премия               | Номинация    | Результат |
| ---- | -------------------- | ------------ | --------- |
| 2009 | «Премия Муз-ТВ 2009» | Лучшая песня | Победа    |
| 2009 | «Премия Муз-ТВ 2009» | Лучшее видео | Победа    |

## История релиза
| Страна    | Дата          |
| --------- | ------------- |
| Россия    | 26 марта 2008 |
| Германия  | 6 июня 2008   |
| Бельгия   | 7 июля 2008   |
| Дания     | 16 июля 2008  |
| Финляндия | 16 июля 2008  |
| Норвегия  | 16 июля 2008  |
| Швеция    | 16 июля 2008  |

## Чарты
| чарты на 2008 год     | позиция |
| --------------------- | ------- |
| Russian Airplay Chart | 1       |
| Swedish Singles Chart | 28      |
| Germany Singles Chart | 52      |
| Latvia Airplay Chart  | 17      |